# Egenskapsdualism

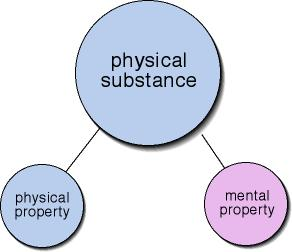
Egenskapsdualism: exemplifiering av två typer av egenskap med en sorts substans

Egenskapsdualism är ett samlingsnamn för de filosofiska teorier inom kropp-själ-problematiken som hävdar att det endast finns en substans – den fysiska sorten – så finns det två distinkta typer av egenskaper: fysiska egenskaper och mentala egenskaper. Med andra ord är det uppfattningen att icke-fysiska, mentala egenskaper (såsom tankar, fantasi och minnen) finns i, eller naturligt övervakar, vissa fysiska substanser (nämligen hjärnor).
Substansdualism är å andra sidan uppfattningen att det i universum finns två fundamentalt olika typer av substans: fysisk (materia) och icke-fysisk (sinne eller medvetande), och därefter även två typer av egenskaper som finns i de respektive ämnena. Substansdualism är alltså mer mottaglig för sinne-kropp-problemet. Både substans- och egenskapsdualism är motståndare till reduktiv fysikalism. 

## Ickereduktiv fysikalism
Ickereduktiv fysikalism är den dominerande samtida formen av egenskapsdualism enligt vilken mentala egenskaper kartläggs till neurobiologiska egenskaper, men inte kan reduceras till dem. Ickereduktiv fysikalism hävdar att sinnet inte är ontologiskt reducerbart till materia, eftersom en ontologisk distinktion ligger i skillnaderna mellan sinnets och materiens egenskaper. Den hävdar att även om mentala tillstånd är fysiska genom att de orsakas av fysiska tillstånd, är de inte ontologiskt reducerbara till fysiska tillstånd. Inget mentalt tillstånd är samma sak som något fysiskt tillstånd, och inte heller är något mentalt tillstånd enbart sammansatt av fysiska tillstånd och fenomen. 

## Framväxande materialism
Emergentism är tanken att allt mer komplexa strukturer i världen ger upphov till "uppkomsten" av nya egenskaper som är något utöver (det vill säga inte kan reduceras till) sina mer grundläggande beståndsdelar (se Superveniens). Begreppet Framväxande går tillbaka till slutet av 1800-talet. John Stuart Mill argumenterade särskilt för en emergentistisk uppfattning om vetenskap i sitt arbete från 1843 A System of Logic.
Tillämpad på relationen sinne/kropp är framväxande materialism ett annat sätt att beskriva den ickereduktiva fysikalistiska uppfattningen om sinnet som hävdar att när materia är organiserad på lämpligt sätt (det vill säga organiserad på det sätt som levande människokroppar är organiserade), framträder mentala egenskaper. 

### Onormal monism
Många samtida ickereduktiva fysikalister ansluter sig till en position som kallas anomal monism (eller något som liknar den). Till skillnad från epifenomenalism, som gör mentala egenskaper kausalt överflödiga, tror anomala monister att mentala egenskaper gör en kausal skillnad för världen. Positionen lades ursprungligen fram av Donald Davidson i hans rapport Mental Events från 1970, som satsar på ett identitetsanspråk mellan mentala och fysiska tecken baserat på föreställningen om överlägsenhet. 

### Biologisk naturalism

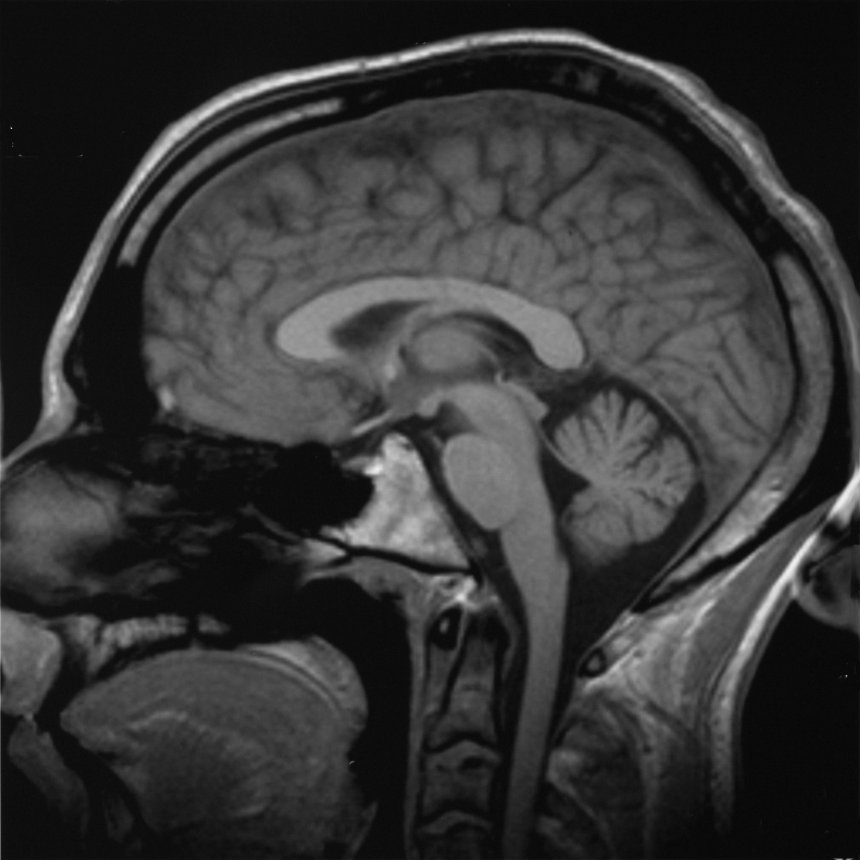
Biologisk naturalism säger att medvetande är en funktion på högre nivå av den mänskliga hjärnans fysiska förmågor.

Ett annat argument för ickereduktiv fysikalism har uttryckts av John Searle, som förespråkar en distinkt form av fysikalism som han kallar biologisk naturalism. Hans uppfattning är att även om mentala tillstånd inte ontologiskt kan reduceras till fysiska tillstånd, är de kausalt reducerbara (se kausalitet). Han tror att det mentala i slutändan kommer att förklaras genom neurovetenskap. Denna världsbild faller inte nödvändigtvis under egenskapsdualism och gör honom därför inte nödvändigtvis till en "egenskapsdualist". Han har erkänt att "för många människor" ser hans åsikter och egenskapsdualisternas åsikter mycket lika ut. Men han tycker att jämförelsen är missvisande.

## Epifenomenalism
Epifenomenalism är en doktrin om mental-fysiska orsakssamband som menar att ett eller flera mentala tillstånd och deras egenskaper är biprodukter (eller epifenomen) av tillstånden i ett slutet fysiskt system och inte är kausalt reducerbara till fysiska tillstånd (inte har någon inverkan på fysiska tillstånd). Enligt denna uppfattning är mentala egenskaper som sådana verkliga beståndsdelar i världen, men de är kausalt impotenta, medan fysiska orsaker ger upphov till mentala egenskaper som förnimmelser, vilja, idéer, etc., orsakar sådana mentala fenomen i sig inget vidare - de är kausala återvändsgränder.

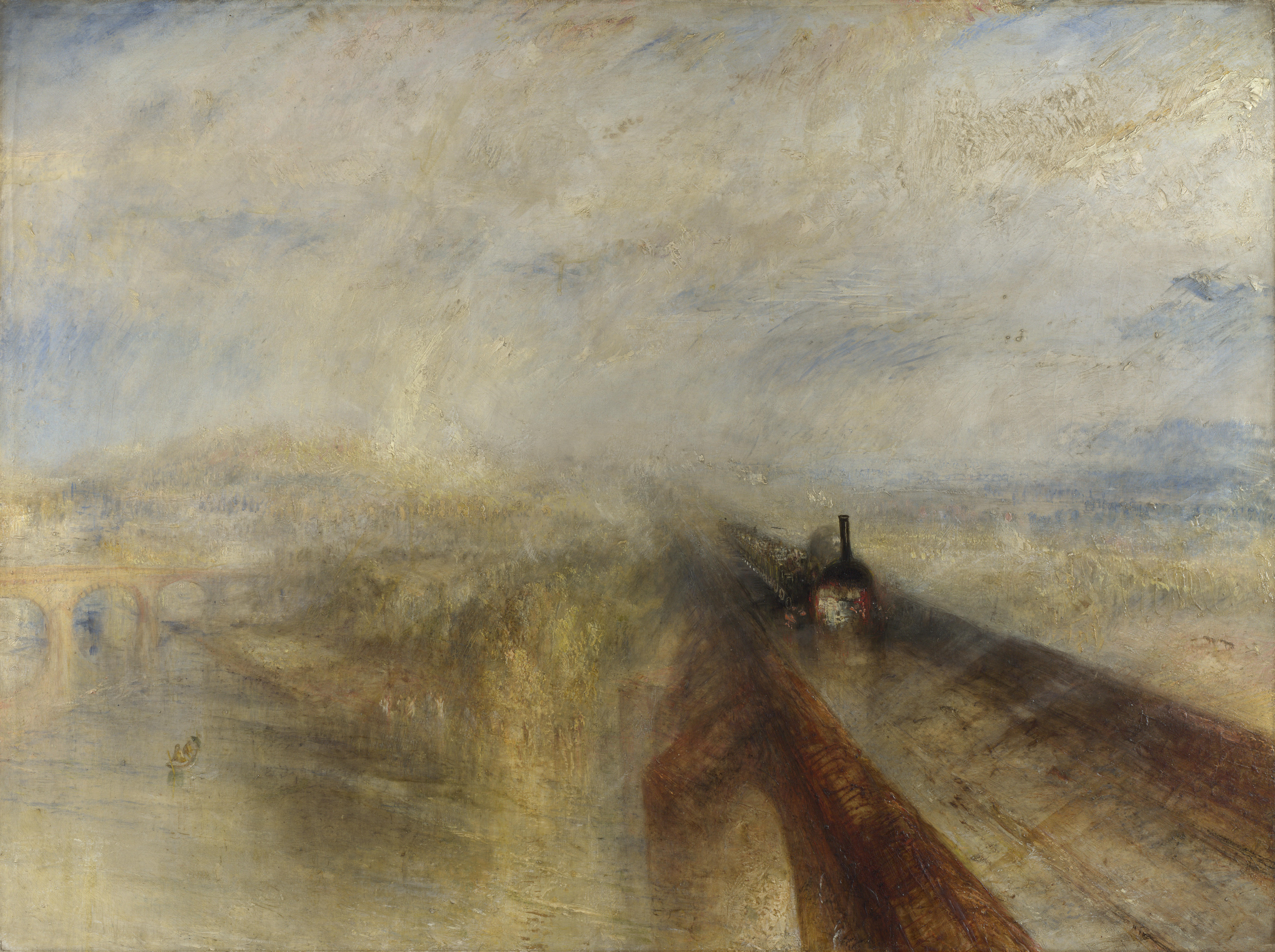
Huxley förklarade mentala egenskaper som ångan på ett lokomotiv.

Positionen tillskrivs den engelske biologen Thomas Huxley (Huxley 1874), som analogiserade mentala egenskaper till visselpipan på ett ånglok. Positionen fann preferens bland vetenskapliga beteendevetare under de närmaste decennierna, tills beteendeismen själv föll över till den kognitiva revolutionen på 1960-talet. Nyligen har epifenomenalism vunnit popularitet bland dem som kämpar för att förena ickereduktiv fysikalism och mentala orsakssamband. 

## Panpsykistisk egenskapsdualism
Panpsykism är uppfattningen att all materia har en mental aspekt, eller alternativt, alla objekt har ett enhetligt centrum för erfarenhet eller synvinkel. Ytligt sett verkar det vara en form av egenskapsdualism, eftersom den betraktar allt som att det har både mentala och fysiska egenskaper. Men vissa panpsykister säger att mekaniskt beteende härrör från den primitiva mentaliteten hos atomer och molekyler - liksom sofistikerad mentalitet och organiskt beteende, skillnaden tillskrivs närvaron eller frånvaron av komplex struktur i ett sammansatt objekt. Så länge som reduktionen av ickementala egenskaper till mentala är på plats, är panpsykism inte strikt en form av egenskapsdualism annars är det.
David Chalmers har uttryckt sympati för panpsykism (eller en modifierad variant, panprotopsykism) som en möjlig lösning på det svåra medvetandeproblemet, även om han ser kombinationsproblemet som ett viktigt hinder för teorin. Andra filosofer som har intresserat sig för synen är Thomas Nagel, Galen Strawson, Timothy Sprigge, William Seager, och Philip Goff.

## Subjektiv idealism
Subjektiv idealism föreslogs på 1700-talet av George Berkeley, är en ontisk doktrin som direkt motsätter sig materialism eller fysikalism. Den medger inte ontisk egenskapsdualism, men erkänner epistemisk egenskapsdualism och förespråkas sällan av filosofer nuförtiden.